# Czesław Jaworski
Czesław Stanisław Jaworski (ur. 6 września 1934 w Warszawie, zm. 1 września 2018 tamże) – polski prawnik, adwokat, w latach 1995–2001 prezes Naczelnej Rady Adwokackiej, redaktor naczelny „Palestry”.

## Życiorys
Syn Stanisława i Heleny. Absolwent Gimnazjum i Liceum im. Tadeusza Reytana w Warszawie (1952). W latach 1952–1956 odbył studia prawnicze na Wydziale Prawa Uniwersytetu Warszawskiego. W latach 1957–1960 odbył aplikację adwokacką w Olsztynie. Egzamin adwokacki zdał w marcu 1960, po czym rozpoczął praktykę zawodową w Warszawie. Od 1964 związany z samorządem adwokackim – zaczynając jako zastępca rzecznika dyscyplinarnego NRA. Był m.in. sekretarzem ORA w Warszawie, zastępcą dziekana tej rady, od 1989 członkiem NRA, od 1992 jej wiceprezesem, a w latach 1995–2001 (przez dwie kadencje) prezesem adwokackiego samorządu.
W 1970 dołączył do kolegium redakcyjnego „Palestry”. W latach 1990–1992 po raz pierwszy pełnił funkcję jej redaktora naczelnego. Powrócił na to stanowisko w 2010 po śmierci Stanisława Mikkego w katastrofie polskiego Tu-154 w Smoleńsku. Współorganizował Studium Wymowy Sądowej przy Wydziale Prawa i Administracji UW, a następnie także na innych uczelniach. Był członkiem m.in. Komisji Kodyfikacyjnej Prawa Karnego.
Jako adwokat bronił m.in. niektórych oskarżonych w tzw. aferze mięsnej, a w okresie III RP m.in. w tzw. aferze FOZZ. W czasie PRL reprezentował działaczy opozycji oskarżanych w procesach politycznych (w tym Tadeusza Jedynaka i Bogdana Lisa).
Został pochowany 7 września 2018 na cmentarzu w Wilanowie.

## Odznaczenia i wyróżnienia
W 2009 został przez prezydenta Lecha Kaczyńskiego odznaczony Krzyżem Komandorskim Orderu Odrodzenia Polski. W 1999 uhonorowany Krzyżem Oficerskim tego orderu. W 2007 wyróżniony Wielką Odznaką „Adwokatura Zasłużonym”.